# Der Waldmacher
Der Waldmacher ist ein Dokumentarfilm von Volker Schlöndorff aus dem Jahr 2022 über den Agrarwissenschaftler Tony Rinaudo.

## Handlung
Der australische Agrarwissenschaftler Tony Rinaudo kommt nach Niger, um die Ergebnisse seiner 1981 begonnenen Arbeit zu begutachten. Damals als junger Mann, direkt nach dem Studium, kam er dorthin, um die Ausbreitung der Wüsten aufzuhalten, die Hungersnot einzubremsen. Die landwirtschaftliche Nutzung hatte die Böden ruiniert, und die Ernte sinken lassen. Rinaudo versuchte zunächst, in der Wüste Bäume anpflanzen zu lassen. Trotz hoher Kosten scheiterte dies, weil ein Großteil der Setzlinge wieder einging. Doch dann entdeckte er, dass sich unter dem vermeintlich toten Boden ein gewaltiges Wurzelnetzwerk befindet, das die Grundlage für eine beispiellose Begrünungsaktion werden kann. Durch eine simple Schnitttechnik, die er entwickelte und den afrikanischen Bauern beibrachte, gelang es, die Anbauerträge zu steigern und die Lebenssituation der Menschen zu verbessern. Jetzt nach Jahren kann die damals begonnene Aktion als Erfolg gewertet werden.